# عشق کهکشانی
عشق کهکشانی (انگلیسی: Love Like the Galaxy; چینی ساده: 星汉灿烂·月升沧海) یک مجموعه تلویزیونی چینی سال ۲۰۲۲ با بازی لئو وو و ژائو لوسی است. این مجموعه به دو پارت تقسیم شد، پارت اول از ۵ ژوئیه و پارت دوم از ۲۷ ژوئیه ۲۰۲۲ پخش شد.
این مجموعه توسط شبکه تهران دوبله و پخش شده است.

## خلاصه داستان
چنگ شائو دختری‌است که از کودکی تنها بوده است و طعم تلخ تنهایی را چشیده است. او والدینش را در جنگ از دست داده است و با عمه‌اش زندگی می‌کند. روحیه لطیف چنگ شائو با عمه‌اش و اطرافیان ثروتمندش جور در نمی‌آید و به‌همین دلیل همیشه در عین اینکه در یک قصر زندگی می کند تنهاست و در میان افرادی است که هیچ سنخیتی با آنها ندارد.
شائو اما دوستانی هم دارد که همراهی با آنها او را امیدوار می کند تا اینکه با یک جوان ثروتمند به نام لینگ بویی آشنا می‌شود و روز به روز به رشادت ها و تیزهوشی و مهربانی او پی می‌برد. این دو به‌واسطه‌ی تجربیات خود به رشد می‌رسند، با هم متحد می‌شوند و عدالت را در قلب خود حفظ می‌کنند تا یک بحران ملی را حل کنند و...

## بازیگران

### اصلی
- لئو وو در نقش لینگ بویی / زی‌شنگ / شی‌یی‌لانگ
  - وانگ هان‌ژه در نقش جوانی لینگ بویی
- ژائو لوسی در نقش چنگ شائوشانگ / نیائونیائو
  - لی ژی‌مو در نقش جوانی چنگ شائوشانگ

## بازخوردها
«عشق کهکشانی» که در ژانر تاریخی، عاشقانه و سیاسی قرار دارد، میانگین امتیاز ۸/۳ را از IMDb دریافت کرده است.
این سریال با اینکه تنها یک فصل دارد، از دو بخش تشکیل شده. بالاترین تعداد بیننده بخش اول آن در یک روز از ۲۰۰ میلیون نفر در چین فراتر رفته و تعداد بینندگان بخش دوم آن در یک روز در چین ۳۰۰ میلیون نفر بوده است.